# Ruhal Ahmed
Ruhal Ahmed (* 11. März 1981 in Birmingham) ist ein britischer Staatsbürger, der für mehr als zwei Jahre ohne Gerichtsverfahren zunächst in Afghanistan und dann im Gefangenenlager der Guantanamo Bay Naval Base festgehalten wurde.

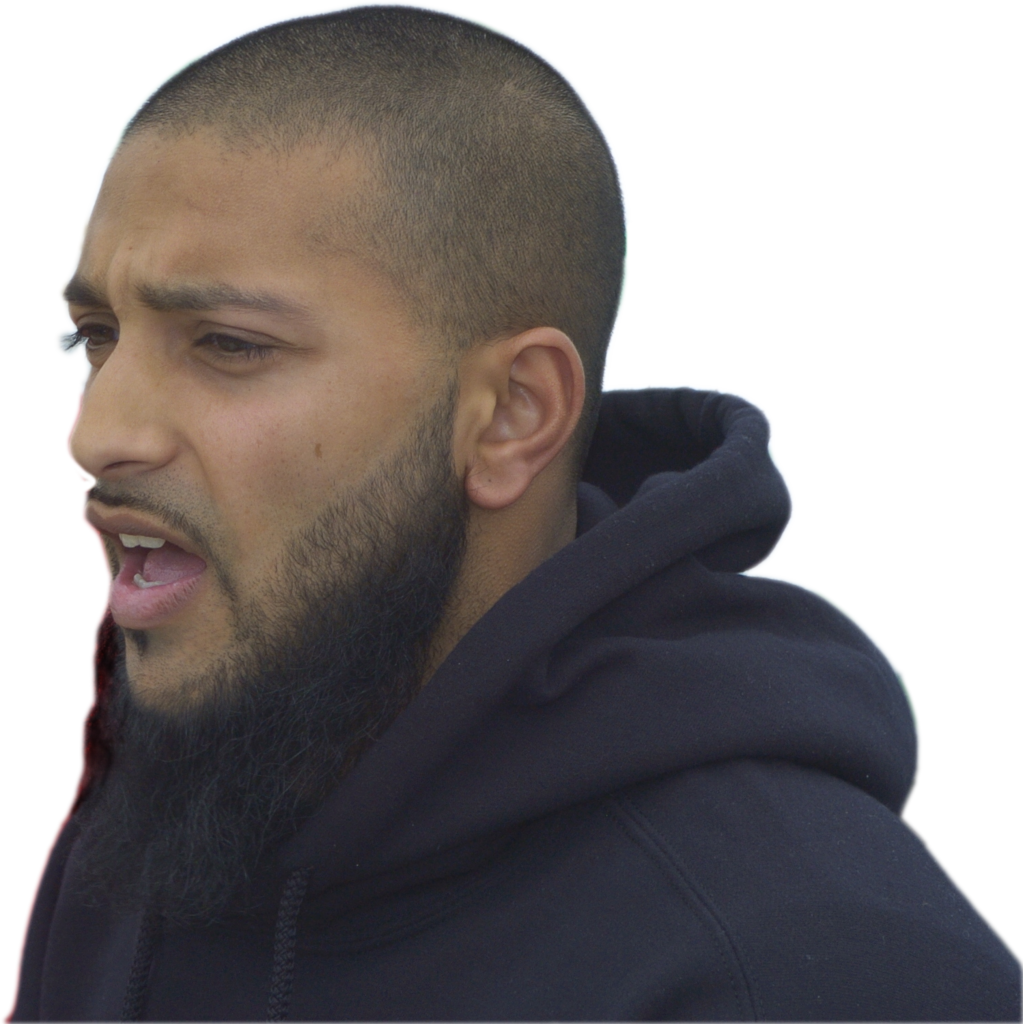
Ruhal Ahmed im Mai 2007

Der Brite war mit seinen Freunden Shafiq Rasul und Asif Iqbal – wegen ihrer Herkunft aus Tipton zusammen genannt „Tipton Three“ – im Oktober 2001, wenige Wochen nach den Terroranschlägen in den Vereinigten Staaten, zu einer Hochzeit nach Pakistan gereist. Von dort reisten die drei nach Afghanistan, wo sie von Soldaten der Nordallianz festgenommen wurden; sie hatten weder Identifikationspapiere noch Gepäck dabei. Sie wurden der US-Armee übergeben und von dieser nach Guantanamo verbracht, wo sie als feindliche Kämpfer festgehalten wurden. Von Anfang 2002 bis März 2004 saß er ohne Prozess oder Anklage als Gefangener Nummer 110 in Guantanamo Bay. Im März 2004 wurde er nach Großbritannien freigelassen.
Nach seiner Entlassung sprach er im August 2004 erstmals öffentlich über seine Gefangenschaft und berichtete über Folter. Mit seinen beiden Freunden und Jamal Udeen Al-Harith klagte er ab Oktober 2004 wegen erlittener Folter und unrechtmäßiger Festnahme gegen den ehemaligen US-Verteidigungsminister Donald Rumsfeld vor verschiedenen Gerichten in den Vereinigten Staaten (Rasul v. Rumsfeld). Nachdem der Court of Appeal gegen die Kläger geurteilt hatte, entschied der Supreme Court am 14. November 2009, den Fall nicht zur Entscheidung anzunehmen.
Im Mai 2007 traten Ruhal Ahmed und Shafiq Rasul bei der Sendung Lie Lab des Senders Channel 4 auf. Während Ahmed bis dato noch angegeben hatte, für eine wohltätige Arbeit nach Afghanistan gereist zu sein, gab er in der Sendung an, ein Trainingslager von Islamisten besucht zu haben, wo er unter anderem lernte, mit einer AK47 umzugehen. In einem Interview mit BBC Radio 5 Live im Januar 2010 bestätigte Ruhal Ahmed seine Angaben dazu; zum Besuch des Trainingslagers der Taliban gab er an, dass das die einzige Informationsquelle für ihn in dieser Gegend gewesen sei. Er und seine Freunde hätten mit den Waffen geübt, aber nicht an einem Training für Terroristen teilgenommen.
Ahmed nahm im Juni 2007 an einer Kampagne gegen Folter teil, organisiert von Amnesty International. Im Rahmen einer Tour durch Dänemark äußerte Ahmed Sympathien für die Taliban und verteidigte die Todesstrafe.
Im Januar 2010 traf sich Ruhal Ahmed in einem Fernsehstudio zu einem Gespräch mit einem seiner ehemaligen Bewacher.
Nach der Veröffentlichung von geheimen Dokumenten durch die Plattform Wikileaks wurde im Jahr 2011 bekannt, dass die US-Ermittler Ruhal Ahmed für einen Rekruten von al-Qaida hielten. Generalmajor Geoffrey D. Miller hielt danach in persönlichen Aufzeichnungen fest, Ahmed habe sich vor seiner Abreise nach Pakistan in einem Buchhandel in Birmingham Bücher und Videos über den Dschihad beschafft.

## Familie
Ruhal Ahmeds Vater stammte aus dem heutigen Bangladesch und war britischer Staatsbürger. Ahmed war das dritte Kind der Familie, er hat zwei Schwestern und drei Brüder. Er ist verheiratet und hat zwei Kinder (Stand: 2010).

## Film
Seine Erfahrungen wurden im Jahr 2006 im Kinofilm The Road to Guantanamo des Regisseurs Michael Winterbottom verfilmt.